# 魯憲學
魯憲學（17世紀—17世紀），字爾章，湖廣襄陽府南漳縣人，明朝政治人物。

## 生平
魯憲學是崇禎三年（1630年）庚午科湖廣鄉試舉人，授蘇州通判，博學而擅長寫作，著有《瀟溪集》、《煙波江上草》、《紫塞篇》，回鄉後避亂隱居在梧桐山寨，後遇害。

## 引用
1. 1 2  民國《南漳縣志·卷十五·人物志一》：魯憲學，字爾章，典之子，崇禎庚午舉人，官蘇州府通判，博學能文章，著有《瀟溪集》、《煙波江上草》、《紫塞篇》，里居避亂梧桐山寨 在今北平鄉，舊訛作蜈蚣山，遇害。 舊志參訪冊